# Люботин
Люботи́н (укр. Люботи́н) — город в Харьковском районе Харьковской области Украины, административный центр Люботинской городской общины. До 2020 года был городом областного подчинения, составлявшим Люботинский городской совет, в который, кроме того, входили посёлки Байрак, Караван, Коваленки и село Смородское.

## Географическое положение
Город Люботин находится на реках Люботинка и Мерефа в западной части Харьковской области на расстоянии 24 км от Харькова. Является самым большим по количеству населения населённым пунктом Харьковского района.
Местность волнистая, расчленена ярами и балками. Разность высот в городе до 75 метров. Средняя температура января −7,2 °C, июля +20,7 °C. Осадков 522 мм в год. В черте города имеются 24 пруда, вокруг них места отдыха. Через город проходит граница водораздела Днепр-Дон. Климат умеренно-континентальный.

## Население
По состоянию на 1 января 2013 года численность населения составляла 21 909 человек; в 2019 году — 23 613 человек.
По данным переписи 2001 года украинцы составляли 89,65 % населения города, русские — 8,40 %.

### Языковой состав
Родной язык населения по данным переписи 2001 года:
| Язык       | Численность, чел. | Доля     |
| ---------- | ----------------- | -------- |
| Украинский | 20 495            | 85,29 %  |
| Русский    | 3 203             | 13,32 %  |
| Другое     | 333               | 1,39 %   |
| Итого      | 24 031            | 100,00 % |

Украинский язык является единственным официальным и основным языком города.

## История
Для борьбы с татарами и с целью предупреждения их нападений на Русское царство, на «южных рубежах» была создана система сторожевой службы. Именно с её созданием можно найти в документах упоминание о местности современного города Люботин. Так по приказу русского царя Ивана IV Грозного боярин князь Михаил Воротынский, дьяк Матвей Ржевский, князь Василий Тюфякин и Юрий Булгаков получили начальство над пограничной линией. В своей новой росписи сторожевым пунктам в 1571 году боярин Воротынский отмечал: «Первый Рыльский воевода стоял на верховье р. Ворсклы в нынешнего Карпова городка. …Другая его станица должна ехать так: через Муравский шлях к верховьям рек Вязелки и Угрима, вниз по реке Угриму через Вязовой и Люботин колодцы, вниз к Донецкому и Хорошеву городищах на реке Удах…». Было ли в то время здесь какое-то поселение, или люди останавливались лишь отдохнуть неизвестно.
В первой половине и в особенности в середине XVII века. Слобожанщина стала быстро заселяться переселенцами с Правобережной Украины. Православные крестьяне, мещане, казаки переселялись сюда, спасаясь от преследований польских феодалов и, в особенности, от превратностей войны 1648—1657 годов и «Руины».
Люботин основан до 1650 года украинскими казаками-беглецами с Правобережной Украины, на реке Люботинке. В 1650 году в слободе была построена первая православная церковь.
В «Историко-статистическом описании Харьковской епархии…» с ссылкой на купчие и дарственные записи Куряжского монастыря можно найти следующее: «многое общество казацкое» населило берега р. Люботинки не позднее 1650 г.". Здесь же приводится извлечение из письма Харьковского полковника Григория Донца от 17 августа 1678 года: «Кум мой, Логвин, сотник Люботинский, да Григорий Капустянский, житель люботинский, и Степан Ушкало, писарь люботинский, заводцами были с обществом многим казацким села Люботинского».
На новых землях переселенцы из Гетманщины сохранили военно-административное казацкое устройство. Это на некоторое время обеспечивало интересы Московского государства по защите южных границ. Не существовало только гетмана и генеральной старшины. Высшая воинская власть принадлежала Белгородскому воеводе.
В 1678 году харьковский полковник Донец, Григорий Ерофеевич отобрал земли у двух мельников — Льва Жигалки и Емельяна — возле речки Люботинки в дачах слободы Люботин, заподозренных в восстании против власти, и передал эти земельные участки Куряжскому монастырю. 4 апреля 1687 года грамотой на имя харьковского воеводы Василия Ивановича Сухотина были закреплены эти угодья за Куряжским монастырём. Так в окраинах Люботина появилось монастырское землевладение, которое сохранялось и в XVIII веке. Лишь в XIX веке эти земли были Куряжским монастырём проданы.
В 1724 году в слободе было 233 двора.
Князь Дмитрий Иванович Святополк-Мирский со своим полком освободил крепость Цехис-Дзари, изгнал турок из Батуми; за победы над турками в Крымской войне князю в вечное пользование были пожалованы земли в Люботине и окрестностях. В Люботине князь появился с охраной в 50 солдат — лезгин; построил в Гиёвке 2-х этажный дворец со всеми хозяйственными постройками, церковь; развел большой парк вокруг дворца. Насадил много деревьев, часть которых была привезена из Южной Африки, в частности Гвинеи; насадил большой фруктовый сад в селе Байрак, которой при советской власти перешёл в совхоз «Люботинский-гигант»; в мирное время с солдатами своего полка князь выкопал 15 прудов, расположенных цепочкой от Люботина до Песочина. Одно время Д. И. Святополк-Мирский исполнял должность генерал-губернатора Харькова.
В 1871 году началось строительство Харьковско-Николаевской железной дороги и железнодорожной станции (в 4 километрах к югу от слободы), а также созданием на базе станции железнодорожного узла четырёх направлений (на Харьков, Полтаву, Ворожбу, Мерефу) с ремонтной базой.
В 1896 году Люботин являлся слободой Валковского уезда Харьковской губернии Российской империи, в которой насчитывалось 930 дворов и 5611 жителей.
Во время первой русской революции в начале октября 1905 года железнодорожники станции Люботин присоединились к всеобщей стачке. 10 (23) декабря 1905 года в Люботине началось вооружённое восстание, в ходе которого повстанцы разоружили полицию, провозгласили республику и захватили две соседние станции (Рыжов и Новую Баварию), но 17 (30) декабря 1905 восстание было подавлено правительственными войсками.

### 1917—1991
После Февральской революции и провозглашения 1 сентября 1917 года Российской республики — в составе Российской республики.
В конце декабря 1917 года в Люботине была установлена Советская власть, но в дальнейшем в ходе гражданской войны власть несколько раз менялась.
7 апреля 1918 года Люботин заняли войска II Рейха.
Во второй половине июня 1919 года Люботин заняли войска ВСЮР, но в декабре 1919 года здесь была восстановлена Советская власть.
До 1922 года - волостной центр Люботинской волости, с 1923 по 1930 год - райцентр Люботинского района, который был ликвидирован в рамках админреформы.
6 декабря 1928 года Люботин становится пгт.
В 1920-х-1930-х годах в Люботине являлись канонично православными и принадлежали Харьковской и Ахтырской епархии РПЦ следующие церкви: Вознесенская в Старом Люботине, священником в 1932 году был Стефан (Пивоваров), 1890 г. рождения; Троицкая на станции Люботин, священником в 1932 был Димитрий (Квятковский), 1863 г.р.; Троицкая в Яловенково, священником в 1932 был Пётр (Стефанов), 1861 г.р.
В 1938 году Люботин получил статус города.
В 1939 году население составило 26 399 жителей.
В ходе Великой Отечественной войны 20 октября 1941 года город был оккупирован вермахтом.
19-22 февраля 1943 года Люботин был освобождён советскими войсками Воронежского фронта в ходе Харьковской наступательной операции 2.02.-3.03.1943 года от германских захватчиков первый раз:
- 3-й танковой армии (командующий Рыбалко, Павел Семенович) в составе: 15-го тк (генерал-майор т/в Концов, Василий Алексеевич) в составе: 113-й тбр (полковник Свиридов, Андрей Георгиевич), 195-й тбр (полковник Леви, Семён Васильевич), 52-й мсбр (подполковник Головачев, Александр Алексеевич); 160-й сд (полковник Серюгин, Михаил Петрович), 305-й сд (полковник Данилович, Иван Антонович).
- 2-й воздушной армии в составе: 205-й иад (полковник Немцевич, Юрий Александрович)[22].

В результате контрнаступления вермахта в начале марта (8-9 марта) 1943 года Люботин второй раз был вновь оккупирован немецкими войсками. Особенно тяжёлые бои были на северной, юго-восточной и восточной окраинах города 7, 8, 9 марта 1943 года.
23 августа 1943 года был освобождён Харьков. В конце августа — начале сентября 1943 года жестокие бои пришлось вести Степному фронту. Немецкое командование, боясь окружения своей воинской группировки на Донбассе, перекинуло против наступающих советских войск несколько дивизий с других направлений. В ходе боёв немцы создали промежуточные оборонительные рубежи по берегам речек Мерефа, Уды, Мжа, Ворскла. Они превратили в сильные узлы сопротивления Люботин, Валки, Красноград, Мерефу и другие города.
Преодолевая настойчивое сопротивление, отбивая многочисленные контратаки немецких войск, части 84-й Харьковской стрелковой дивизии 26 августа 1943 года подошли к северной окраине Люботина. Бои за город продолжались три дня.
29 августа 1943 года части 252-й стрелковой дивизии (генерал-майор Анисимов, Георгий Иванович) и 84-й стрелковой дивизии (полковник Буняшин, Павел Иванович) 53-й армии полностью освободили северную, центральную и восточную часть города от врага. Сухопутным войскам поддержку оказывали лётчики 53-й авиадивизии дальнего действия (полковник Лабудев, Василий Иванович) 5-го авиакорпуса дальнего действия (генерал-майор авиации Георгиев, Иван Васильевич) Авиации дальнего действия.
Окончательно южные и юго-западные окраины города были освобождены 5 сентября 1943 года.
В освобождении Люботина принимали участие воины 382-го стрелкового полка 84-й Харьковской стрелковой дивизии. На подступах к Люботину полк попал в окружение. Командир полка и начальник штаба оказались за пределами полка. Командование взял на себя командир третьего батальона Орлов Константин Алексеевич. Он довольно умело расположил подразделения полка, сосредоточив главные силы в направления Водяного. В жестокой стычке с врагом полку удалось выйти из окружения и занять Водяное.
В боях за освобождение города принимали участие бойцы и командиры 252-й Харковско-Братиславской Краснознаменной орденов Суворова и Богдана Хмельницкого, 84-й Краснознаменной Харьковской, 28-й гвардейской Харьковской, 116-й Харьковской стрелковой дивизий.
Освобождая Люботин, проявили героизм: Ю. Г. Розенберг, Каниала Акуев, Василий Яковлевич Просвирин (тяжело ранен 3 сентября 1943 г), Николай Фомич Архипов, Александр Васильевич Щербаков, Егор Васильевич Захаров, Прокоп Иванович Юров, Ф. Н. Иднатулин, Ш. К. Ахмеджанов, Пётр Иванович Архипенко, Александр Артёмович Рула, Филипп Андреевич Немудрый, Павел Михайлович Рогозин и многие другие.
Прославились в боях за Харьковщину и Люботин лётчики Евель Самуилович Белявин, Исрафиль Кемалович Джинчарадзе, снайперы Иван Филиппович Абдулов и Василий Иванович Голосов, артиллеристы Михаил Севостьянович Карнаков, И. В. Маширь, С. С. Разин, командир полка П. К. Казакевич, разведчик В. А. Завертяев, за ратные подвиги которых Родина удостоила званием Героя Советского Союза. А разведчик Е. А. Симонов и снайпер В. Исайченков стали полными кавалерами ордена Славы.
За отвагу и стойкость, проявленные в борьбе с немецко-фашистскими захватчиками, лётчики Н. Ф. Денчик, Ю. Я. Чепига и артиллерист П. И. Шпилько стали Героями Советского Союза.
В годы войны более двух тысяч жителей города воевали на фронтах в рядах Советской армии; из них погибли более восьмисот воинов; 2041 люботинец был награждён боевыми орденами и медалями СССР.
Жители Люботина чтят память о своих земляках и воинах, которые освобождали город. Их имена увековечены на мемориальных досках (помещения Люботинской СШ № 4 и помещения бывшей Гиевской школы, 9-и памятниках и братских могилах). Герою Советского Союза И. П. Абдулову в центре Люботина установлен памятный обелиск.
В 1953 году здесь действовали предприятия по обслуживанию железнодорожного транспорта, кирпичный завод, текстильная фабрика, спиртовой завод, винодельческий завод, мясокомбинат, 3 средние школы, 4 семилетние школы, одна начальная школа, детский санаторий и несколько домов отдыха.
В 1966 году население составляло 37 800 человек.
В 1974 году основу экономики города составляли предприятия по обслуживанию железнодорожного транспорта, кирпичный завод, хлопчатобумажная фабрика, спиртзавод, хлебозавод и совхоз «Люботинский» плодово-ягодного направления.
В 1981 году здесь действовали кирпичный завод, текстильная фабрика, спиртовой завод, хлебный завод, завод сухих кормовых дрожжей, железнодорожное техническое училище, техническая школа, 12 общеобразовательных школ, 2 больницы и 7 иных лечебных учреждений, три клуба, кинотеатр и шесть библиотек.
В январе 1989 года численность населения составляла 29 395 человек, крупнейшим предприятием являлась текстильная фабрика.

### После 1991
В феврале 1993 года Люботин получил статус города областного значения.

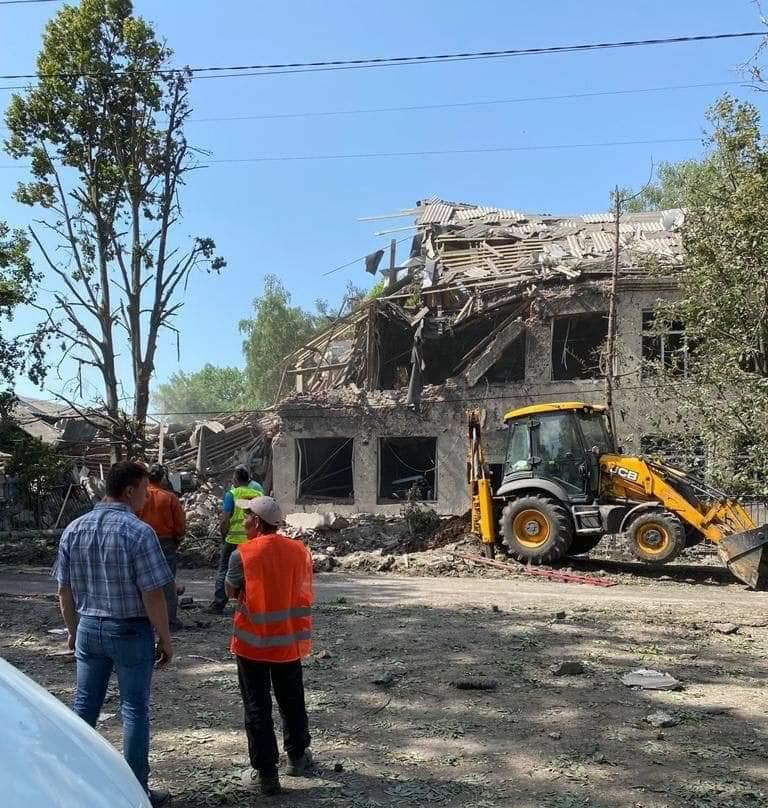
Люботинский профессиональный лицей железнодорожного транспорта (ул. Шевченко, 130) после российских ракетных ударов 19 июня 2022 во время масштабного вторжения российских войск на Украину

## Экономика
Люботин является крупным железнодорожным узлом, здесь находятся предприятия Южной железной дороги — Люботинская дистанция пути (ПЧ-10), моторвагонное депо, авторемонтная станция Люботин, тех. школа.
Действуют хлебозавод и спиртзавод.
Земельные ресурсы города составляют 3113 га, из них: 6,5 га — земли, занятые промышленными предприятиями, 1396 га — под застройками.

### Транспорт
Узловая железнодорожная станция Люботин, через которую ходят поезда в пяти направлениях (Харьков, Мерефа, Сумы, Полтава, Золочев).
Рядом проходят автомобильные дороги М-03 и М-29.

## Спорт в Люботине
Футбол:
Наибольшим достижением люботинского футбола является сезон 1974 года, когда команда «Локомотив» стала чемпионом Харьковской области. В настоящее время в городе Люботин базируется футбольный клуб «СК Люботин», который был основан в 2010 году. Домашние матчи проводит на стадионе «Олимпиец». Выступает в чемпионате Харьковского района конференция «Юг» (7 дивизион по силе). В сезоне 2016 года «СК Люботин» стал чемпионом района в конференции «Юг», а в сезоне 2018 года команда заняла 3-е место в Чемпионате Харьковской области. В 2019 году ученики нескольких Люботинских школа взяли участвуем в конкурсе Кожаный мяч

## Достопримечательности

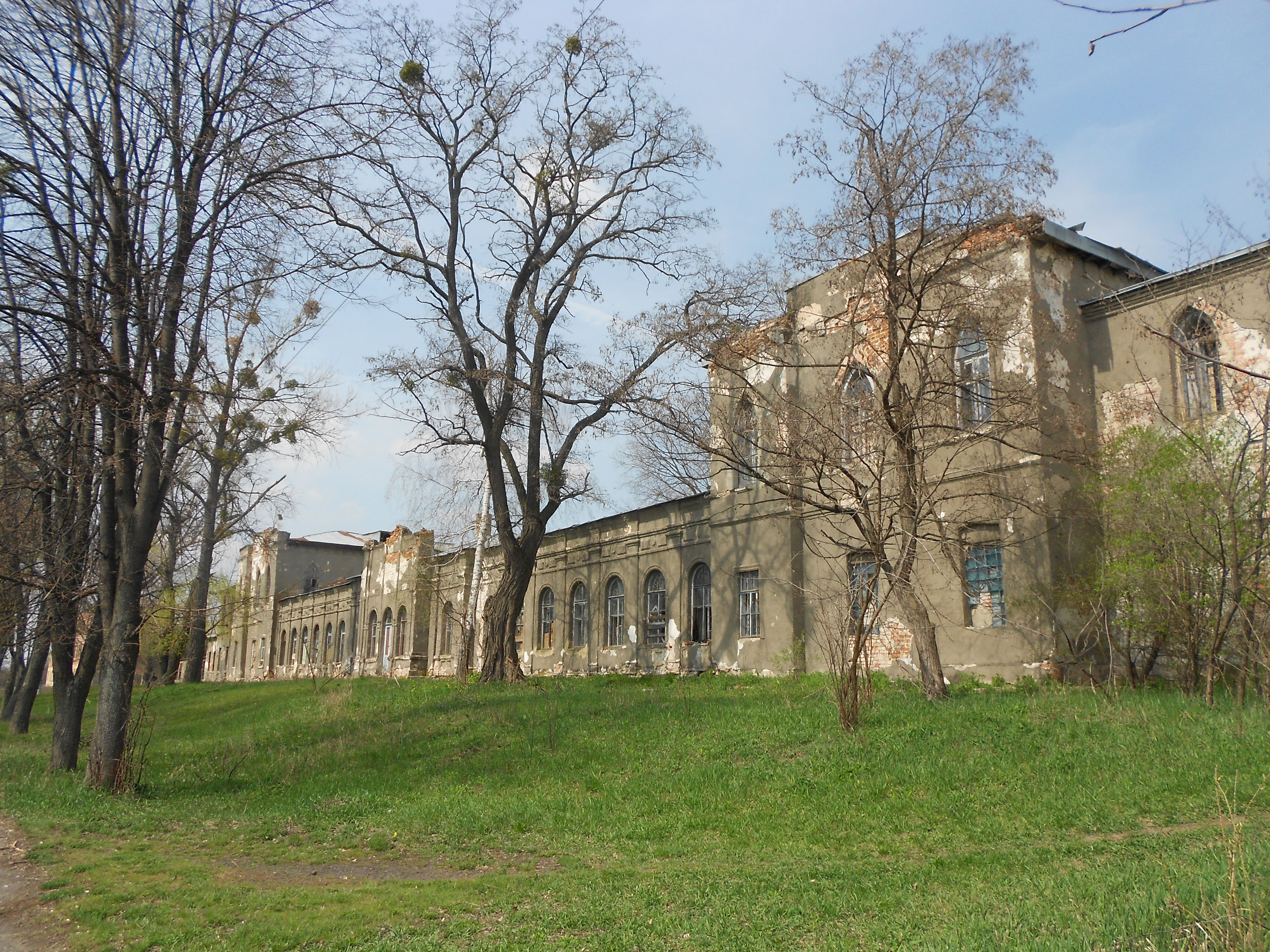
Дворец князей Святополк-Мирских

- В 1985 году при входе в Люботинскую СШ № 1 был сооружён обелиск бывшим выпускникам, которые не вернулись с войны.
- Центральная площадь в Люботине — Слобожанская площадь. Недалеко от здания железнодорожного вокзала расположен Центральный парк. В парке находится множество увеселительных заведений, а также построенный в 2006 году мемориал памяти погибших в Великой Отечественной войне.
- Одна из достопримечательностей города — крытый пешеходный железнодорожный мост длиной 260 метров.
- Усадьба Порай-Кошицев на Перекошке (XIX век, сам район назван так в часть них) — в СССР дом престарелых, с 1990-х заброшена, частично разрушена.
- В городе три православные церкви: Вознесения Господня в Старом Люботине, в Гиёвке (начало XIX века) и Николая Мирликийского недалеко от железнодорожного вокзала (начала 2000-х годов).
- После реконструкции на базе стадиона «Локомотив» на День города 5 сентября 2009 года был открыт стадион «Олимпиец».

## Известные уроженцы
- Балавенский, Фёдор Петрович (1865—1943) — украинский советский художник, скульптор, педагог.
- Крашаница, Анатолий Фёдорович (1905—1984) — украинский советский писатель, поэт и журналист.
- Сербиченко, Александр Каллистратович (1890—1938) — советский партийный и государственный деятель.
- Худолей, Олег Николаевич (род. 1954) — украинский учёный, доктор наук по физическому воспитанию и спорту, профессор, академик Академии наук высшей школы Украины.
- Голтвянский, Олег Николаевич (род. 1980) — украинский военный и политический деятель. Один из организаторов Евромайдана. Командир добровольческого батальона «Печерск».
- Кость, Роман Сергеевич (род. 1984) — украинский скульптор.
- Резник, Екатерина Александровна (род. 1995) — украинская спортсменка, бронзовый призёр Олимпийских игр 2020 года.

## Легенда о Люботине
Направляясь из Харькова в расположение российских войск под Полтавой в июне 1709 года, Пётр I остановился на ночлег на уже существовавшем с 1650 года поселении. Уходящее за горизонт летнее солнце отбрасывало длинные тени. Сняв шляпу, российский император якобы удовлетворённо сказал: «Любо, тень…». Екатерина II никогда не была в Люботине, но похожая легенда с высказыванием «Любо, тень…» также существует.
В 1980-х годах объяснить происхождение названия города взялись научные работники. Языковед А. П. Ярещенко считает, что название города древнерусское. Оно является формой притяжательного прилагательного с распространённым в то время суффиксом «ин»: Пирята — Пирятин, Замята — Замятин, Путята — Путятин, Любата — Любатин.

## Фотогалерея

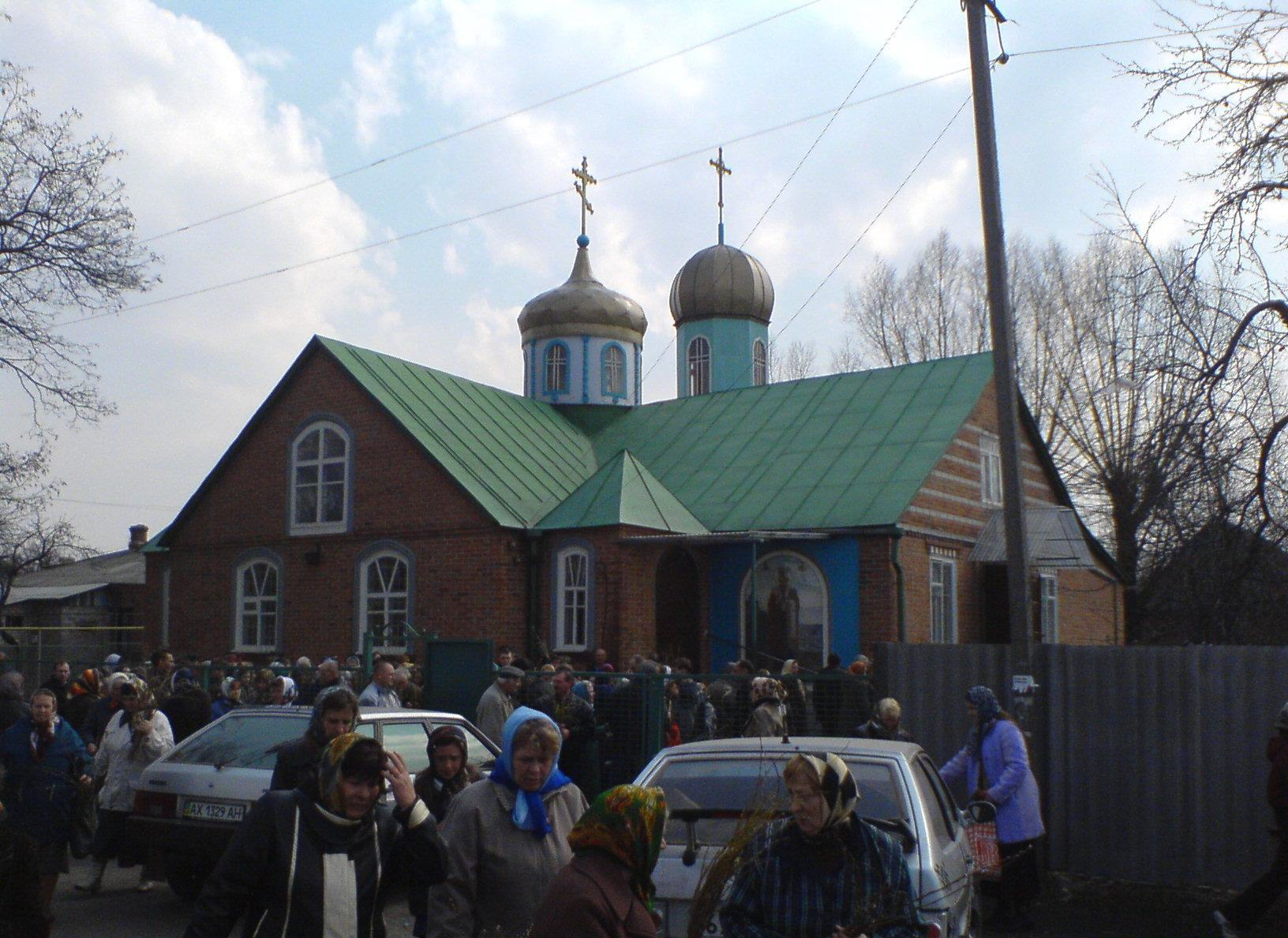
Храм Св. Николая в Люботине
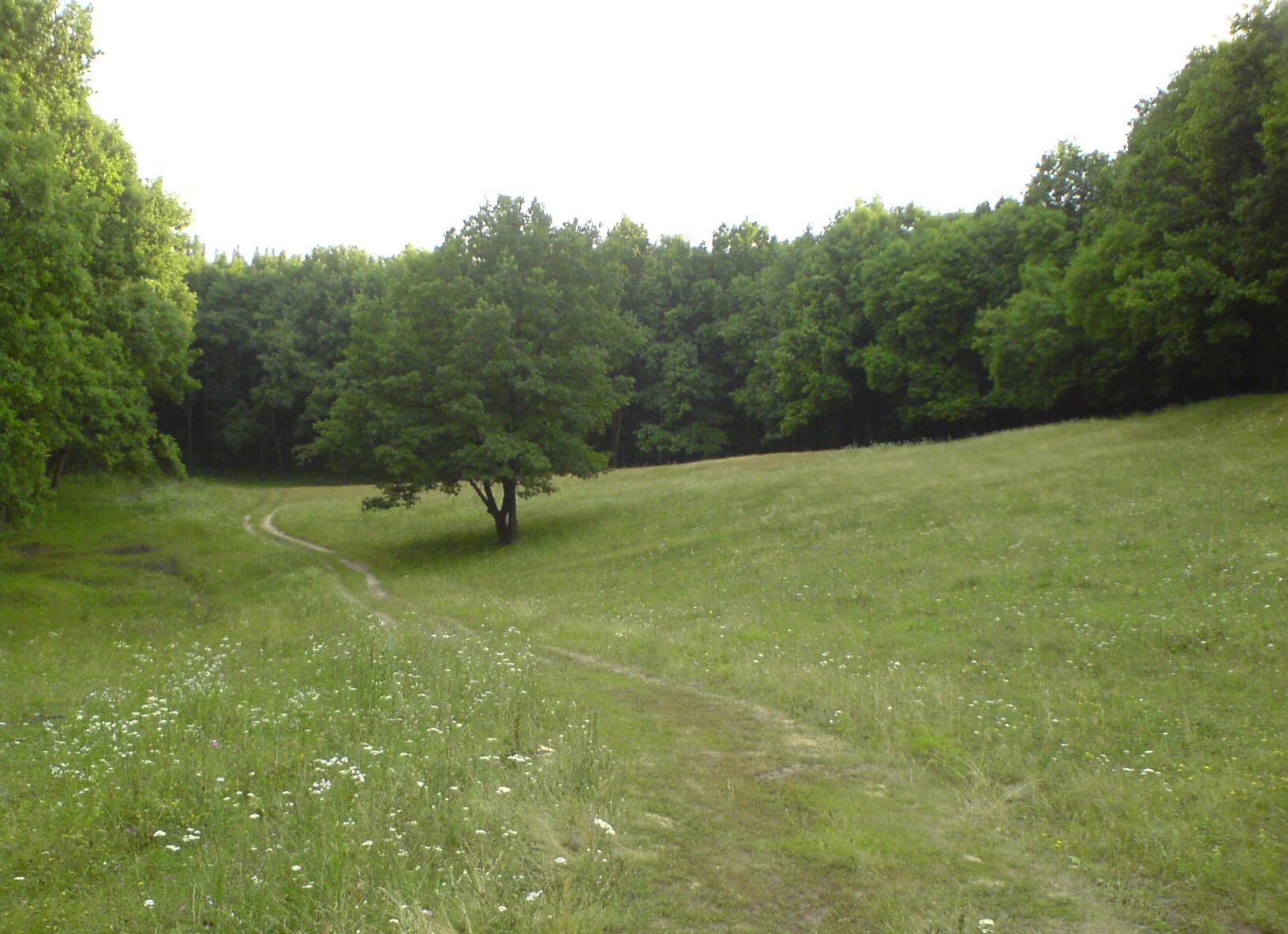
Поляна Партизанка (Заячья поляна) в люботинском лесу
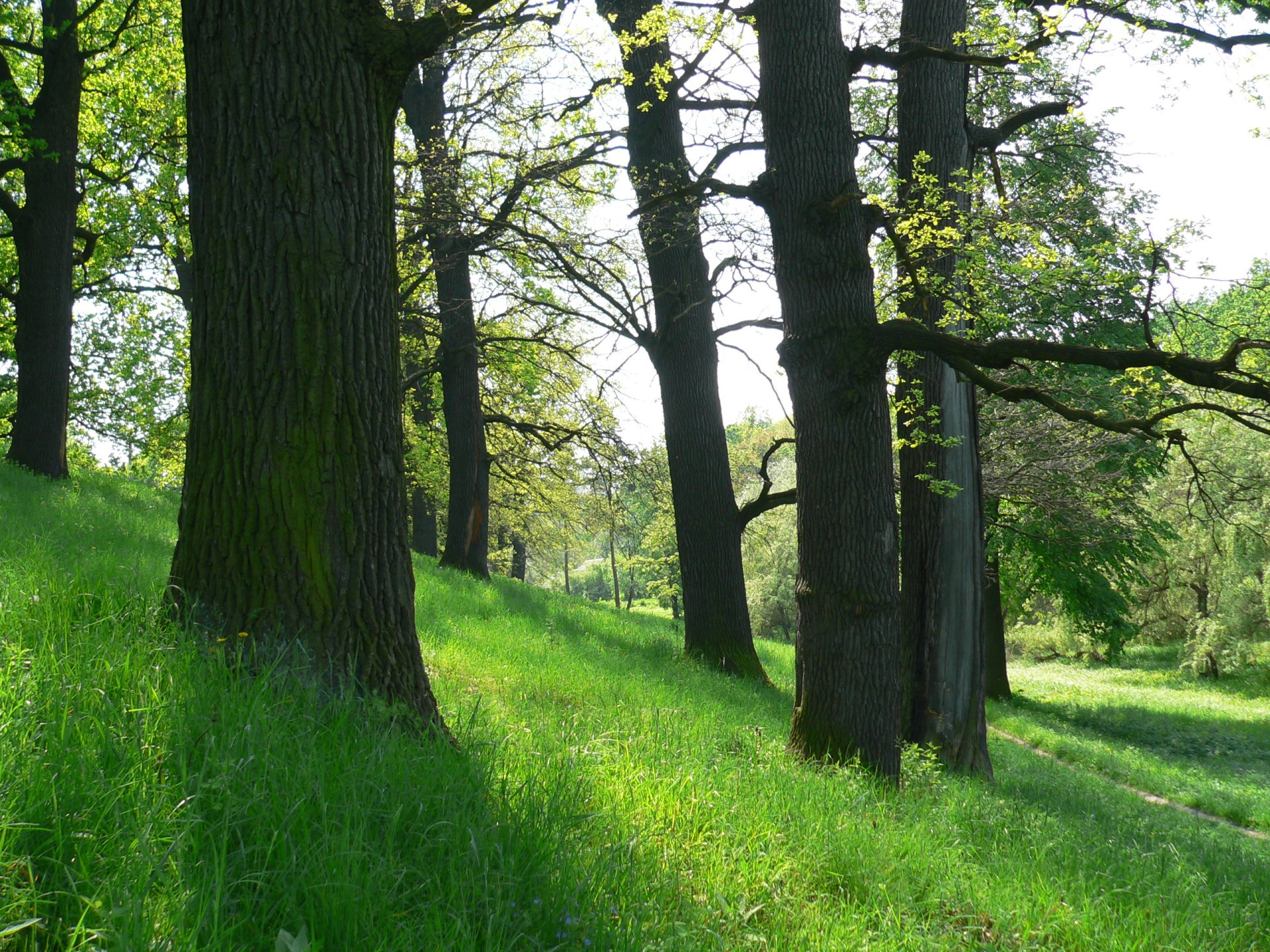
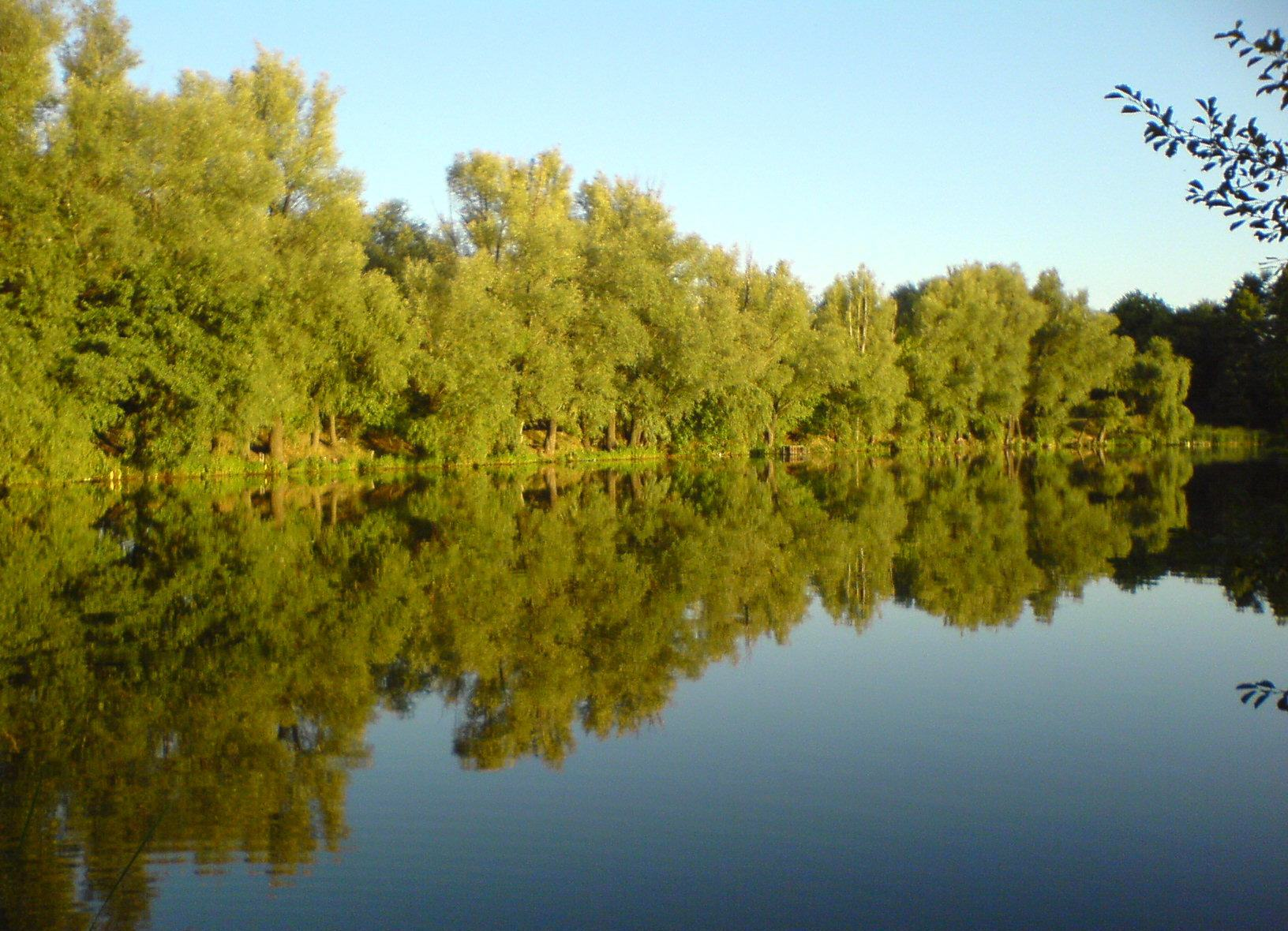
Пруд Перекошка на закате
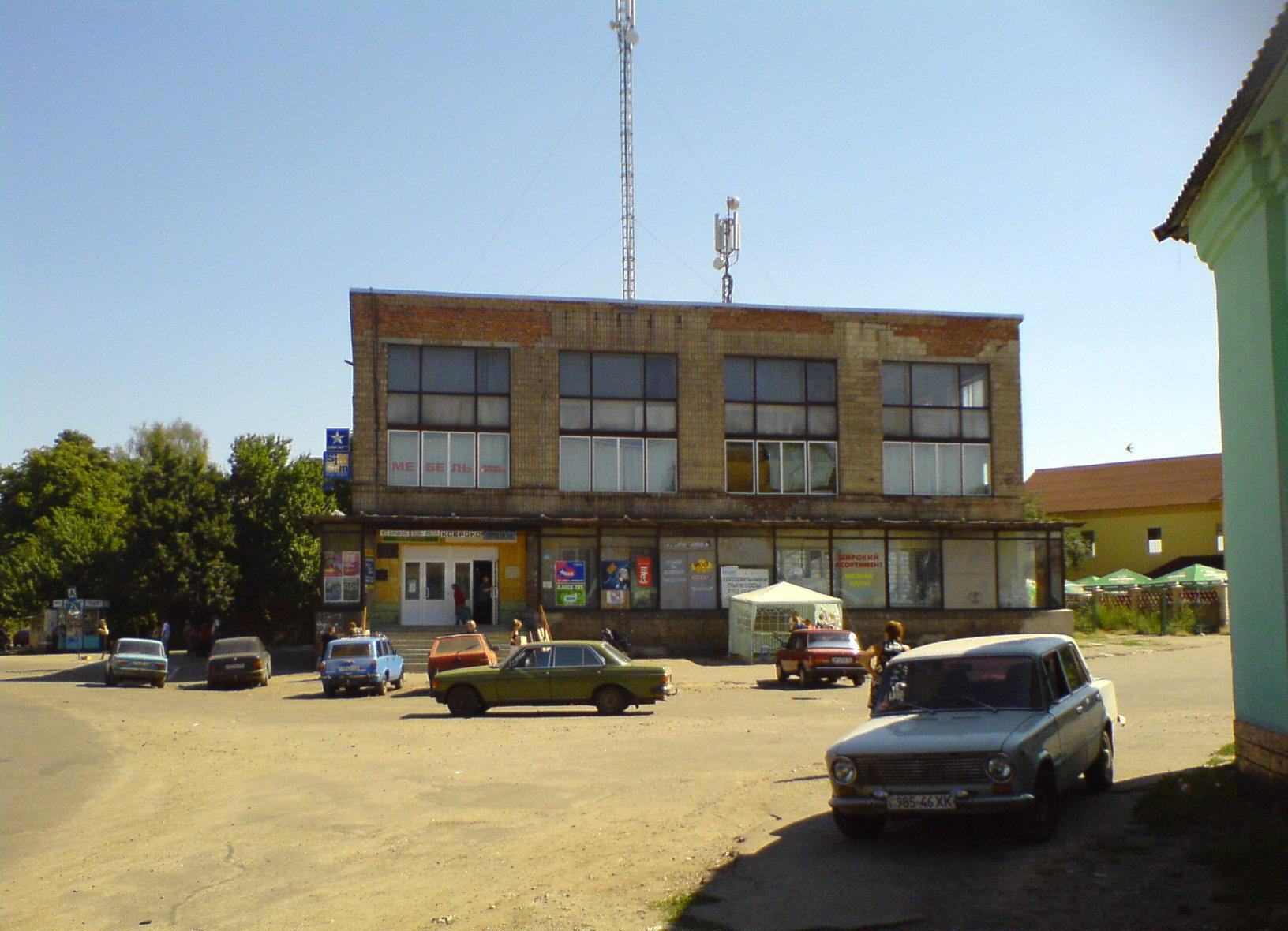
Универмаг
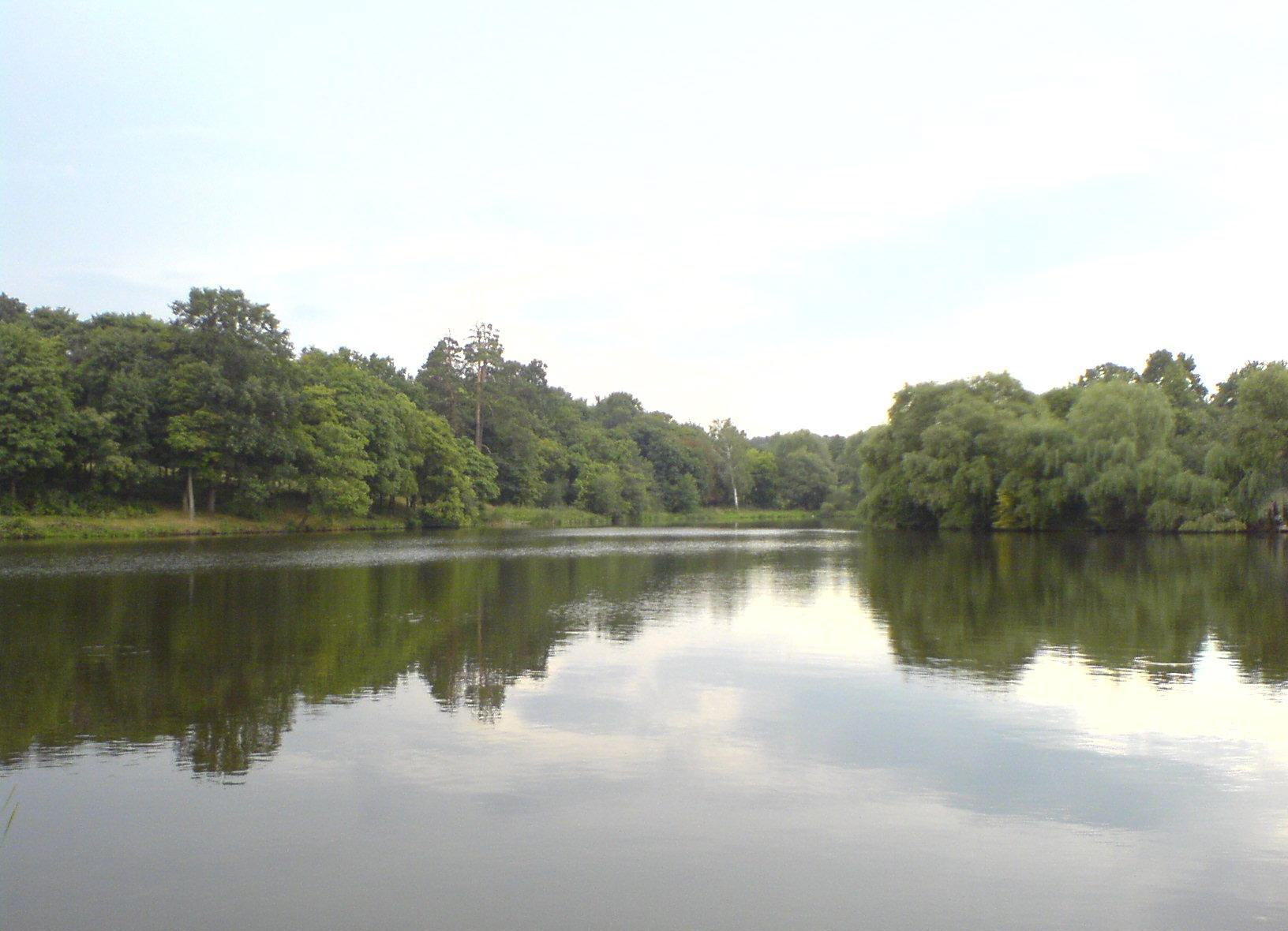
Пруд Перекошка. Вид на детский пляж
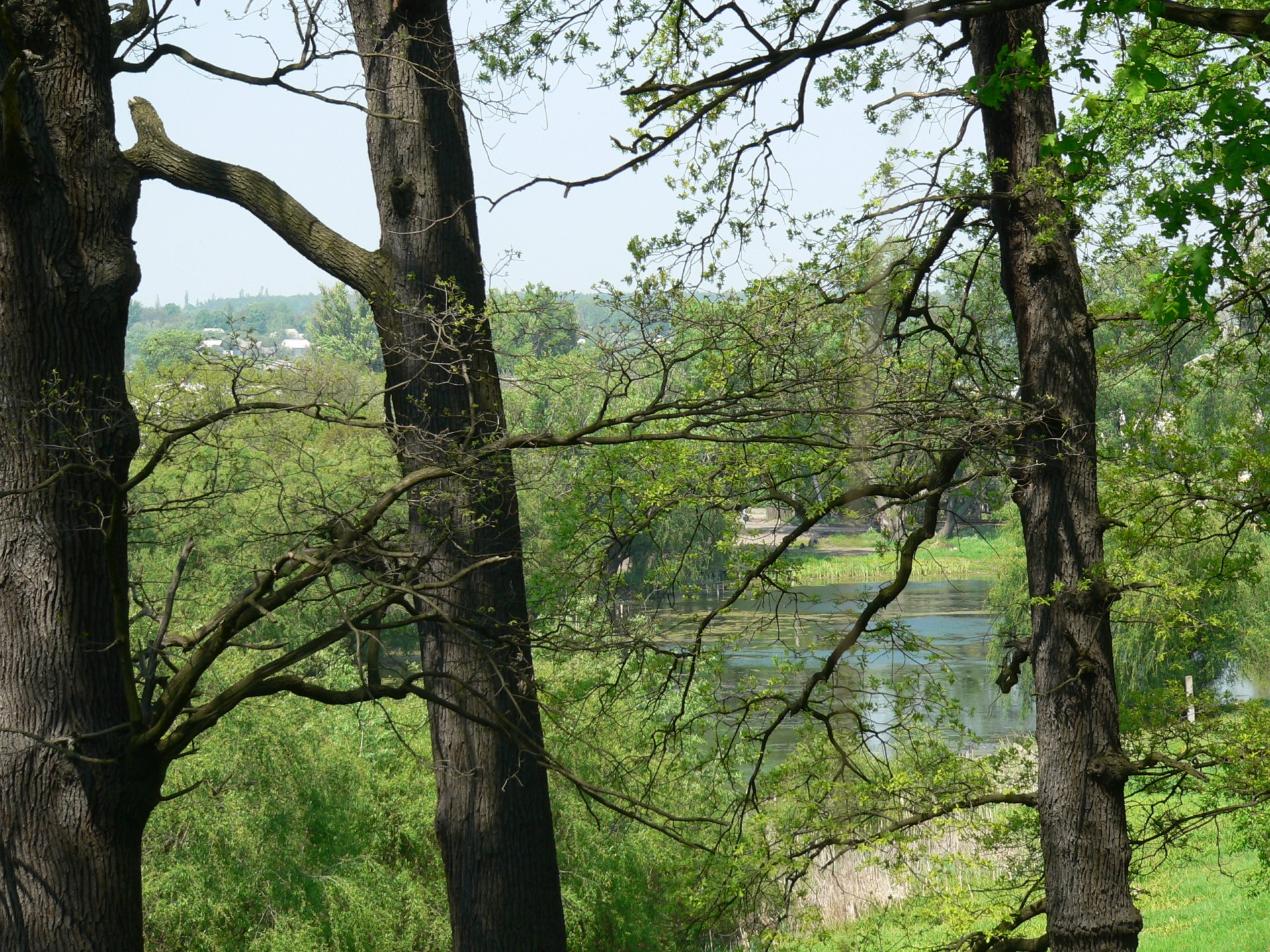